# تسا جاول
تسا جاول (انگلیسی: Tessa Jowell؛ زادهٔ ۱۷ سپتامبر ۱۹۴۷-۱۲ مه ۲۰۱۸) یک سیاست‌مدار اهل بریتانیا بود. وی عضو حزب کارگر بریتانیا و در سال‌های ۱۹۹۲ تا ۲۰۱۵ از حوزه انتخابی بالویچ و وست نورویچ نماینده مجلس بود.